# A Street Story
「A Street Story」（ア・ストリート・ストーリー）は、RSPの1枚目のシングル。2006年12月6日発売。

## 収録曲
（特記以外）作詞：RSP／作曲・編曲：Daisuke “D.I” Imai
1. A Street Story
  - ｙｔｖドラマ「REAL STREET」主題歌
  - 「エプソン」ytv限定CMソング
2. この街の片隅で  
  - 作曲：AKIRA
  - ytvドラマ「REAL STREET」挿入歌
3. platinum
4. A Street Story -instrumental-